# Powiat Wels-Land
Powiat Wels-Land (do 16 maja 1966 Powiat Wels, niem. Bezirk Wels-Land) – powiat w Austrii, w kraju związkowym Górna Austria, w Hausruckviertel. Siedziba powiatu znajduje się w mieście statutarnym Wels, które do powiatu nie należy.

## Geografia
Powiat Wels-Land graniczy z następującymi powiatami: na północnym zachodzie Grieskirchen, na północy Eferding, na wschodzie Linz-Land, na południowym wschodzie Kirchdorf an der Krems, na południu Gmunden, na południowym zachodzie Vöcklabruck. Powiat otacza miasto statutarne Wels.
Przez powiat płynie rzeka Traun, w okolicach Wels znajduje się Wrzosowisko Wels (Welser Heide).

## Podział administracyjny
Powiat podzielony jest na 24 gminy, w tym dwie gminy miejskie (Stadt), dziewięć gmin targowych (Marktgemeinde) oraz 13 gmin wiejskich (Gemeinde).
| Miasta 1. Marchtrenk (14 603) 2. Stadl-Paura (5083) Gminy targowe 1. Bad Wimsbach-Neydharting (2550) 2. Buchkirchen (4067) 3. Gunskirchen (6532) 4. Lambach (3888) 5. Offenhausen (1732) 6. Pichl bei Wels (2950) 7. Sattledt (2712) 8. Steinerkirchen an der Traun (2476) 9. Thalheim bei Wels (5530) | Gminy 1. Aichkirchen (642) 2. Bachmanning (722) 3. Eberstalzell (2898) 4. Edt bei Lambach (2351) 5. Fischlham (1347) 6. Holzhausen (1013) 7. Krenglbach (3238) 8. Neukirchen bei Lambach (962) 9. Pennewang (1013) 10. Schleißheim (1409) 11. Sipbachzell (2263) 12. Steinhaus (2602) 13. Weißkirchen an der Traun (3547) |
| (liczba mieszkańców 1 stycznia 2023) | |